# Letanovce
Letanovce (deutsch Lettensdorf – älter auch Bettensdorf, ungarisch Letánfalva – bis 1907 Letánfalu) ist eine Gemeinde im Osten der Slowakei, mit 2326 Einwohnern (Stand 31. Dezember 2024). Sie liegt im Okres Spišská Nová Ves, einem Kreis der höheren Verwaltungseinheit Košický kraj.

## Geographie
Letanovce liegt im Talkessel Hornádska kotlina am Bach Brúsnik, dem auf Gemeindegebiet weitere Bäche zufließen, bevor er bei Spišská Nová Ves in den Hornád mündet, der hier südlich des Ortes im sogenannten Prielom Hornádu (Durchbruch von Hornád) im Slowakischen Paradies fließt. Neben diesem Gebirge ist auch die Hohe Tatra nach Nordwesten gut sichtbar. Das Ortszentrum ist 12 Kilometer von Spišská Nová Ves und 16 Kilometer von Poprad entfernt.

## Geschichte
Der Ort wurde zum ersten Mal 1250 als Lethon schriftlich erwähnt. Die Haupteinnahmequellen der Bevölkerung waren Forst- und Landwirtschaft.

## Bevölkerung
| Jahr                | 1994 | 2004     | 2014     | 2024    |
| ------------------- | ---- | -------- | -------- | ------- |
| Anzahl der Personen | 1717 | 2066     | 2276     | 2326    |
| Unterschied         |      | +20,32 % | +10,16 % | +2,19 % |

| Jahr                | 2023 | 2024    |
| ------------------- | ---- | ------- |
| Anzahl der Personen | 2305 | 2326    |
| Unterschied         |      | +0,91 % |

Bei Letanovce bestand eine Hüttensiedlung der Roma namens Letanovský Mlyn mit rund 1000 Einwohnern. Im Jahr 2004 oder 2005 begann der mit EU-Mitteln geförderte Neubau einer Siedlung mehrere Kilometer nördlich bei Spišský Štvrtok. Die Umsiedlung erfolgte 2013, die Hütten bei Letanovce wurden abgerissen.

## Sehenswürdigkeiten
- ursprünglich romanische, heute barocke römisch-katholische Allerheiligenkirche, im 13. Jahrhundert erbaut
- Südwestlich von Letanovce befinden sich auf ca. 750 Metern über dem Meeresspiegel die Ruinen des im 13. Jahrhundert errichteten Klosters Kláštorisko. Dorthin führt ein Touristenpfad von Letanovce aus durch eine Schlucht, die Kláštorská roklina.

## Galerie

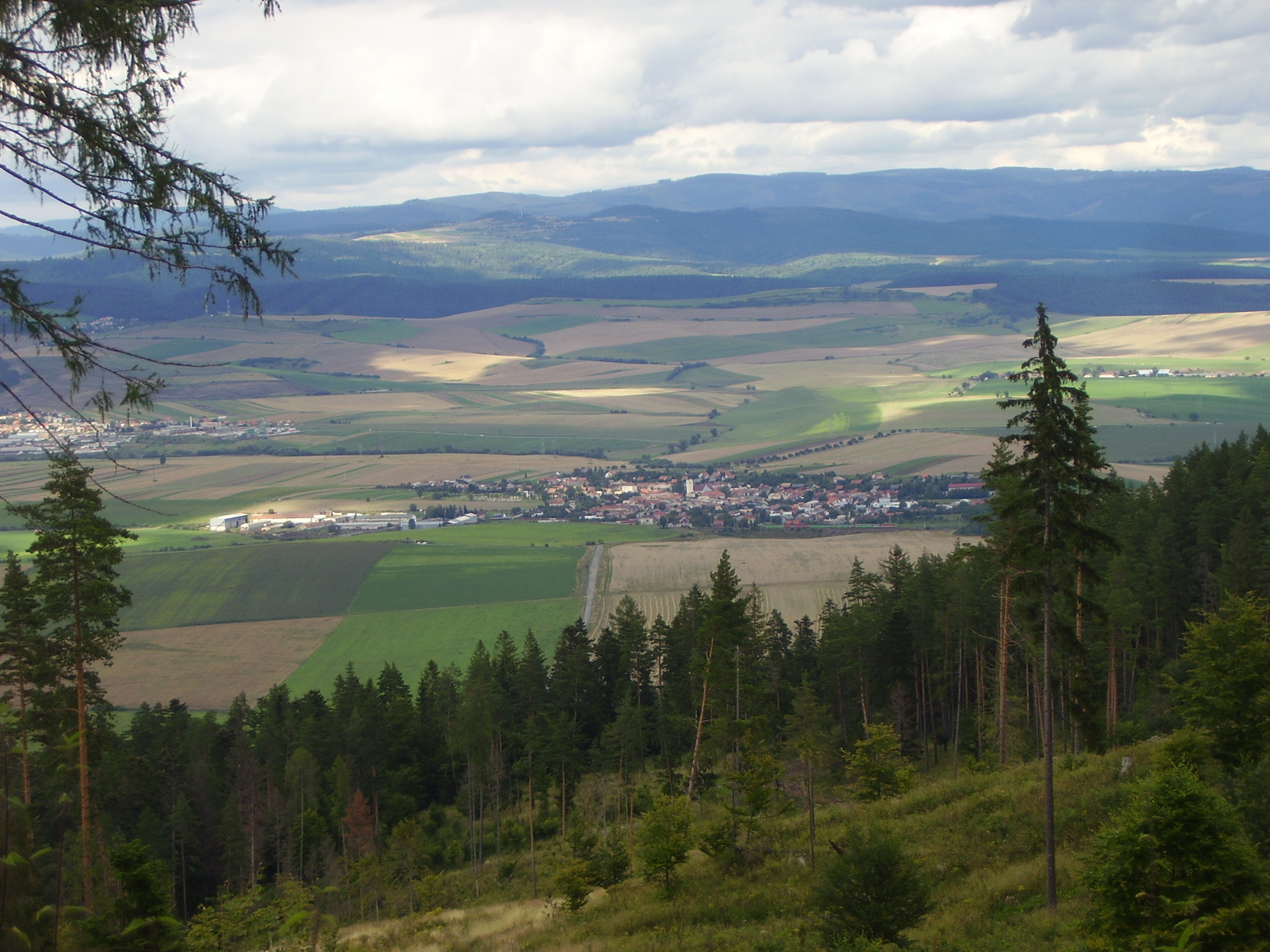
Blick auf Letanovce
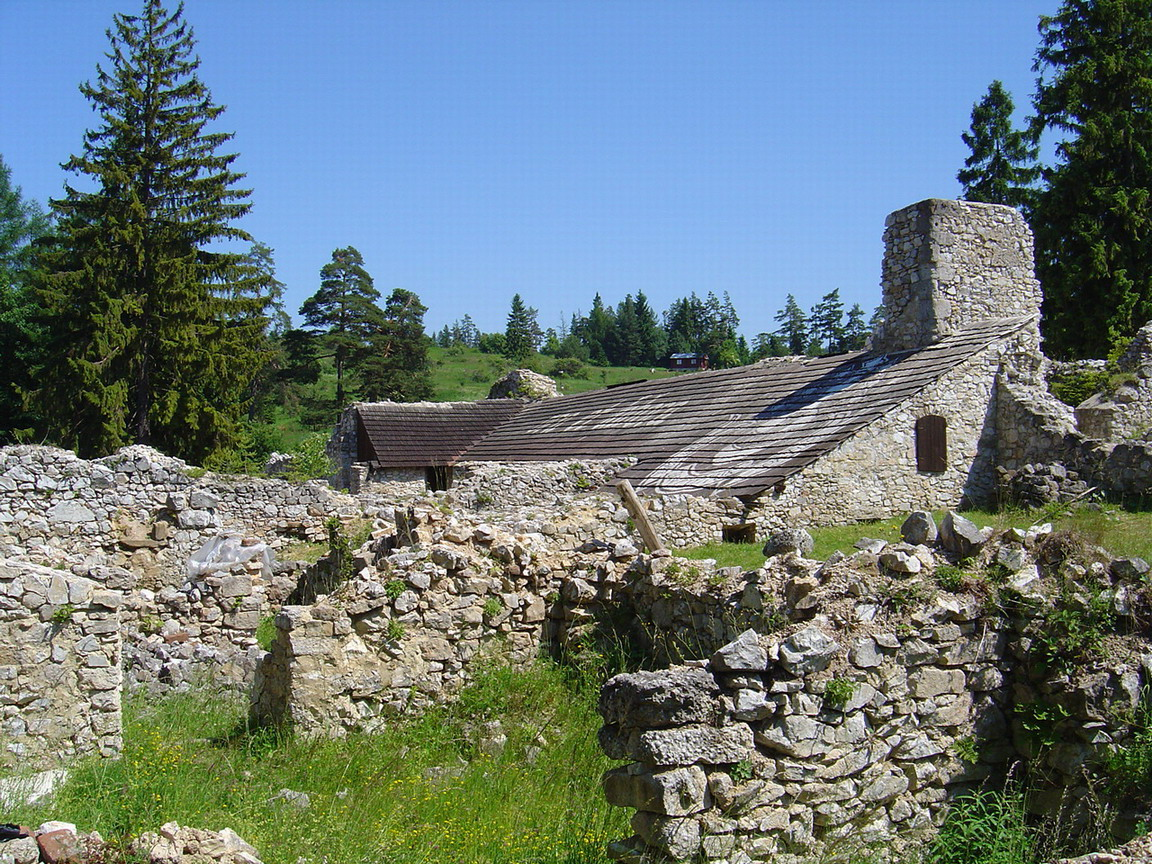
Klosterruine Kláštorisko
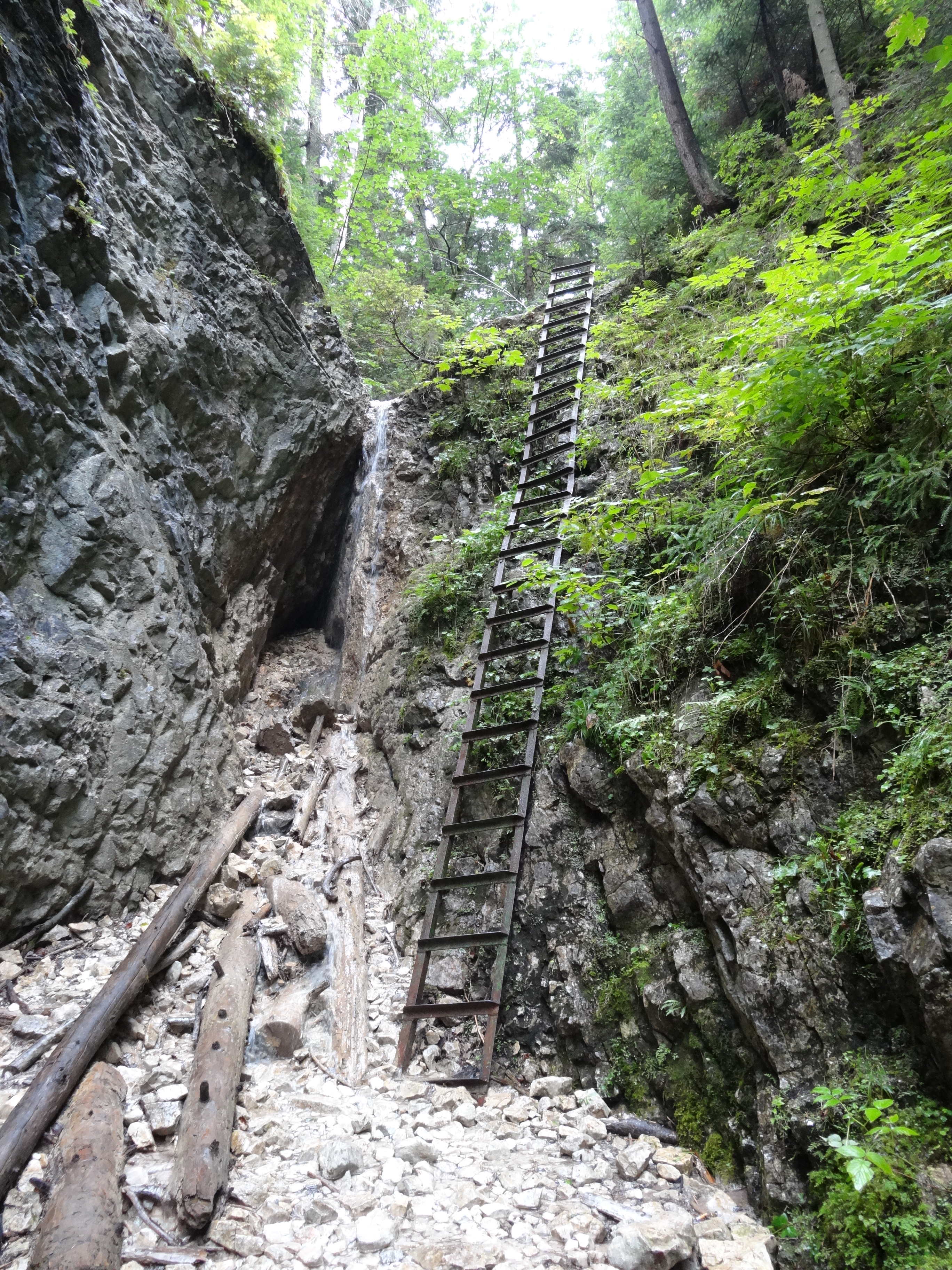
Schlucht Kláštorská roklina
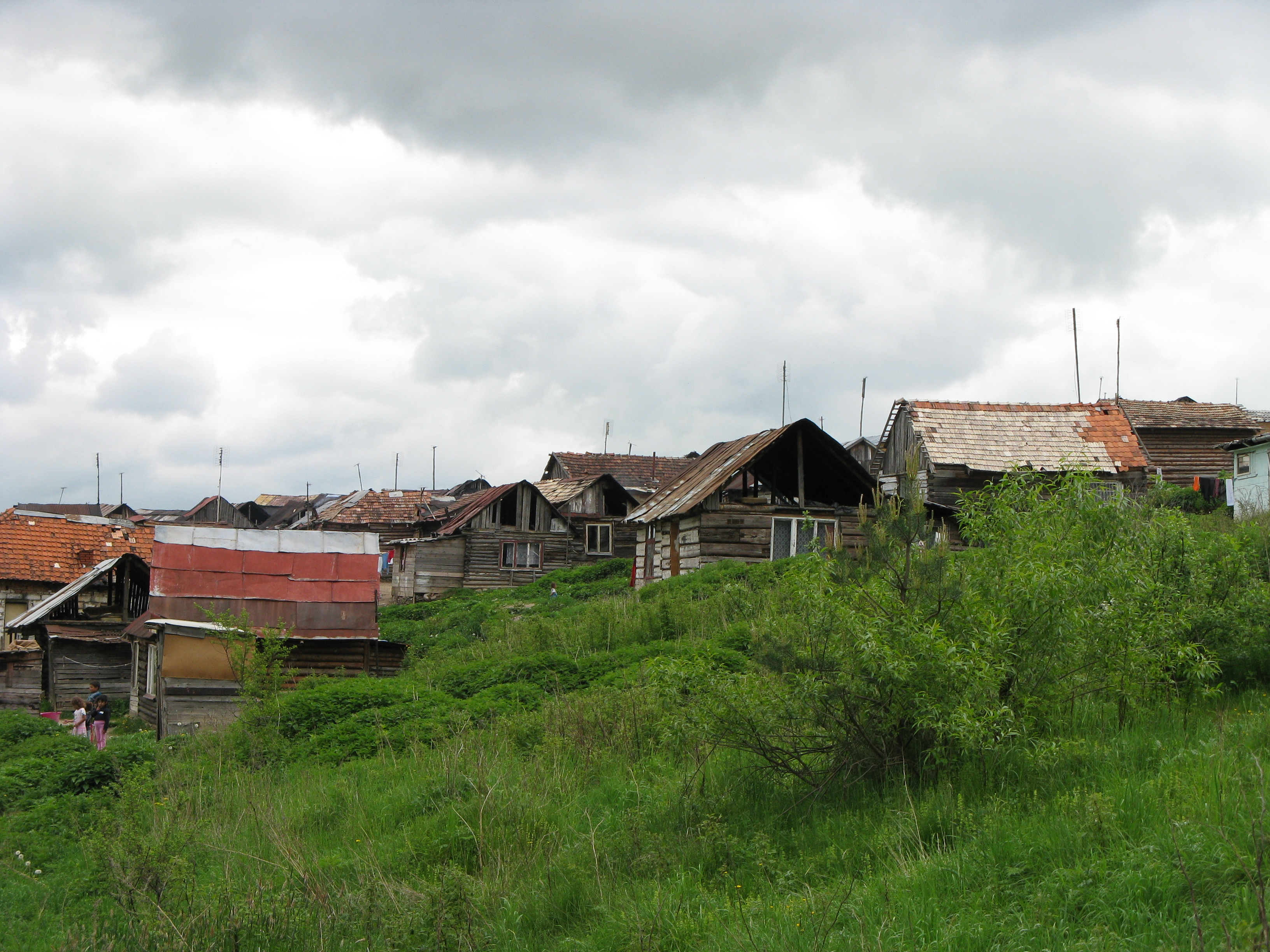
Ehemalige Siedlung der Roma in Letanovce